# Península do Ancão
A península do Ancão ou Praia de Faro é uma longa península arenosa no Algarve, em Portugal. Situa-se na parte ocidental da Ria Formosa, separando o sistema lagunar do Oceano Atlântico, a nordeste da ilha da Barreta. A sua parte ocidental pertence ao concelho de Loulé e a parte oriental ao concelho de Faro, nesta ficando a praia mais acessível e frequentada deste último município, não muito longe do Aeroporto Internacional de Faro. A parte oriental é habitada e designada por Praia de Faro.